# Pole naftowe

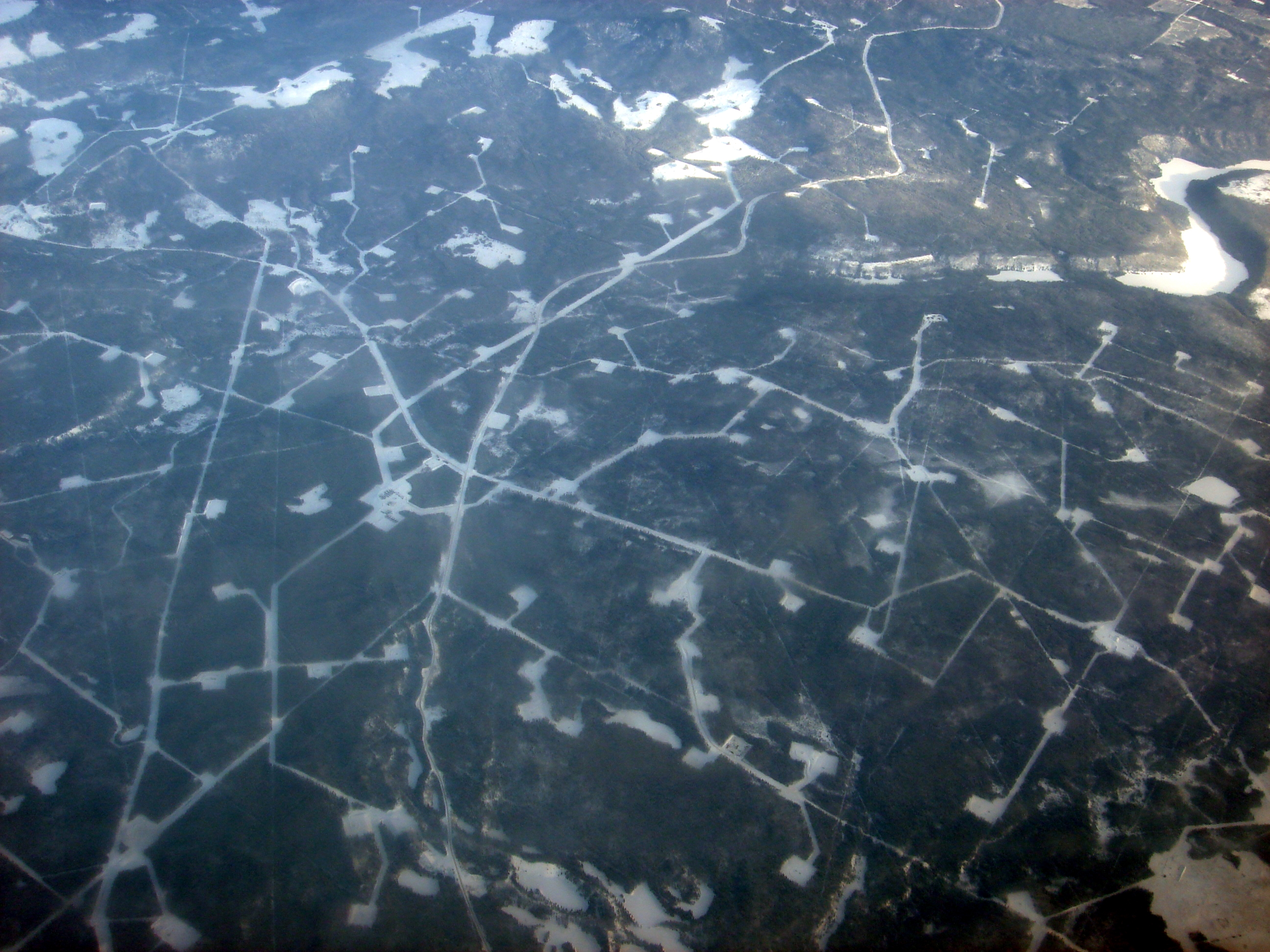
Pole naftowe Pembina w zimie z lotu ptaka w Kanadzie

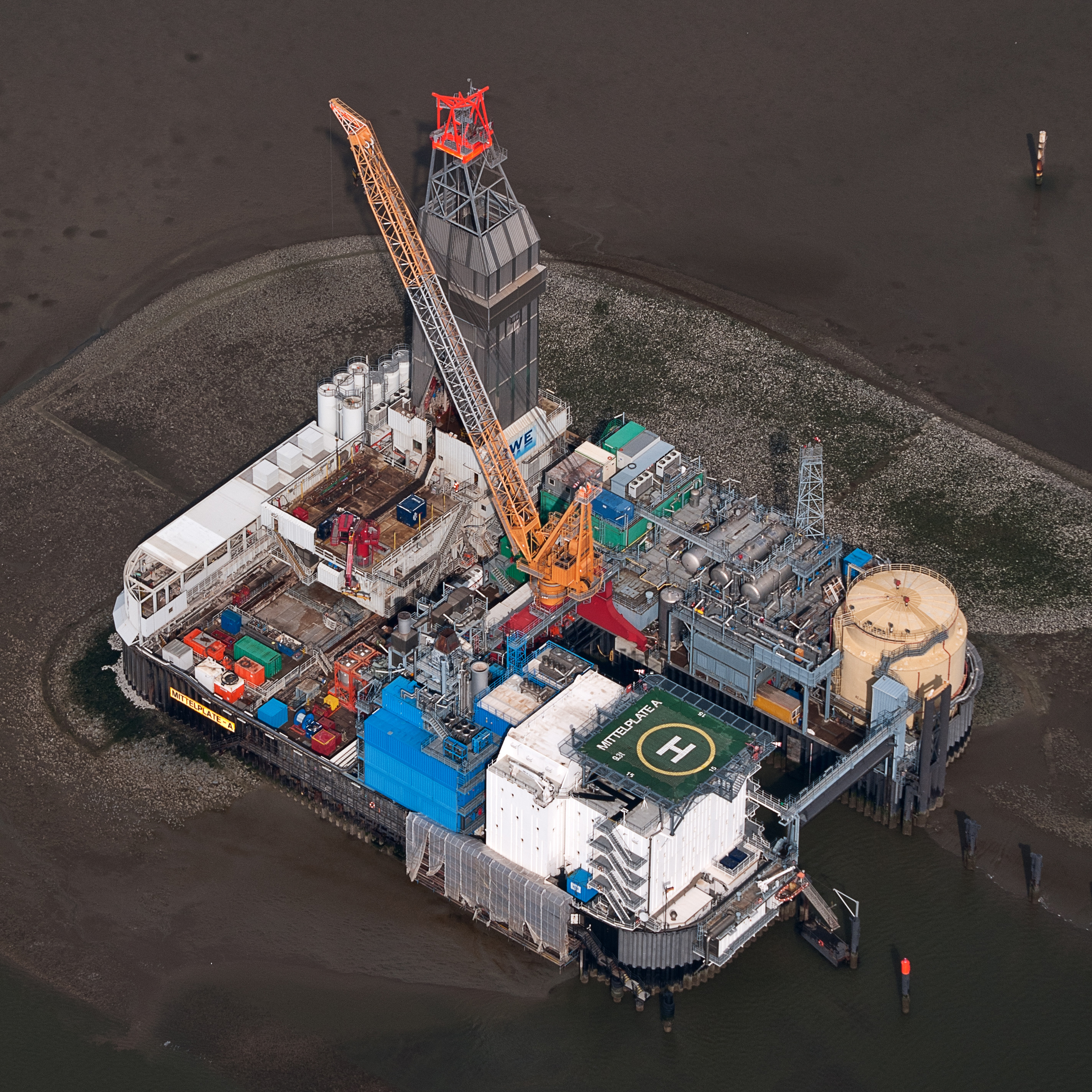

Pole naftowe jest regionem z dużą liczbą otworów wiertniczych wydobywających ropę naftową spod powierzchni ziemi. Ponieważ złoża ropy naftowej zazwyczaj zajmują większe powierzchnie, do kilkuset kilometrów szerokości, całkowite wykorzystanie złoża jest możliwe tylko dzięki ulokowaniu wielu otworów wiertniczych na całym obszarze. Dochodzą do tego rurociągi do transportu ropy naftowej i inne urządzenia pomocnicze. 
Pola naftowe mogą znajdować się z dala od cywilizacji, z tego powodu zaprojektowanie danego pola może być skomplikowane. Zwykle pracownicy muszą tam pracować kilka miesięcy lub lat, więc potrzebne są warunki mieszkalne, natomiast te potrzebują energii elektrycznej i wody bieżącej. Jeśli pole naftowe zlokalizowane jest na wysokich szerokościach geograficznych, wymagane jest ogrzewanie rurociągów. 
Typowe pole naftowe przypomina małe, samodzielne miasto z krajobrazem usianym platformami wiertniczymi i kiwonami. 
Wiele firm naftowych takich jak Baker Hughes, BJ Services, Bechtel, Esso, Halliburton czy Schlumberger posiada organizacje-siostry, które specjalizują się w budowę infrastruktury oraz zapewnienie usług specjalistycznych wymaganych do obsługi danego pola naftowego.
Na świecie rozlokowanych jest ponad 40 tys. pól naftowych, zarówno na morzu jak i na lądzie. Największymi z nich są Ghawar Field w Arabii Saudyjskiej i Burgan Field w Kuwejcie. Złoża ropy naftowej szacowane są w nich na 60 mld baryłek.